# ガリレオ (競走馬)
ガリレオ (英語: Galileo) は、アイルランド産まれの競走馬・種牡馬 である。2001年にダービー・アイリッシュダービーと2か国ダービー制覇を成し遂げ、キングジョージ6世&クイーンエリザベスステークスとアイリッシュチャンピオンステークスではファンタスティックライトと名勝負を繰り広げた。

## 現役時代
父は大種牡馬サドラーズウェルズ、母は凱旋門賞馬アーバンシーという超良血馬でデビュー前からその血統で注目を集めていた。いかなる良血馬でも額面通りの競走能力が保証される事は無いが、ガリレオはアイルランドの名伯楽エイダン・オブライエンをして「彼は水の上でも走る事が出来る」と言わしめ、その素質を観衆の前で存分に発揮した稀有な例といえる。
2歳は一戦だけだったものの、3歳になりバリサックスステークス、アイリッシュダービートライアルと連勝してダービーに臨む。ダービーでは2000ギニーの優勝馬ゴーランを寄せ付けず快勝する。続いて向かったアイリッシュダービーも快勝、次に向かったのはヨーロッパの上半期最強馬決定戦、キングジョージ6世&クイーンエリザベスダイヤモンドステークスであった。
キングジョージでは前年ワールドシリーズ・レーシング・チャンピオンシップを制したファンタスティックライトとの対戦となった。ガリレオはゴール前ファンタスティックライトとの叩き合いを制し優勝する。この勝利により欧州最強馬の名誉を手に入れた。
次にガリレオが向かったのは、アイリッシュチャンピオンステークスであった。ここでファンタスティックライトと二度目の対戦を繰り広げた。キングジョージと同じように直線2頭の壮絶な叩き合いとなったが、ゴール前ファンタスティックライトがガリレオをアタマ差下していた。ここでガリレオは初の敗北を喫する。
その後ガリレオはマイル路線の競走、クイーンエリザベス2世ステークスへ向かう予定だったが回避し、アメリカのダート最強馬決定戦ブリーダーズカップ・クラシックへ挑戦するも6着に敗れ引退。通算8戦6勝。

## 競走成績
| 出走日     | 競馬場           | 競走名                | 格 | 距離      | 着順 | 騎手           | 着差      | 1着（2着）馬        |
| ---------- | ---------------- | --------------------- | -- | --------- | ---- | -------------- | --------- | ------------------- |
| 2000.10.28 | レパーズタウン   | 未勝利S               |    | 芝8f      | 1着  | M.キネーン     | 14身      | (Taraza)            |
| 2001.04.01 | レパーズタウン   | バリサックスS         | L  | 芝10f     | 1着  | M.キネーン     | 3 1/2馬身 | (Milan)             |
| 0000.05.13 | レパーズタウン   | 愛ダービートライアルS | G3 | 芝10f     | 1着  | J.ヘファーナン | 1 1/2馬身 | (Exaltation)        |
| 0000.06.09 | エプソム         | ダービー              | G1 | 芝12f10y  | 1着  | M.キネーン     | 3 1/2馬身 | (Golan)             |
| 0000.07.01 | カラ             | 愛ダービー            | G1 | 芝12f     | 1着  | M.キネーン     | 4馬身     | (Morshdi)           |
| 0000.07.28 | アスコット       | KGVI&QES              | G1 | 芝12f     | 1着  | M.キネーン     | 2 1/2馬身 | （Fantastic Light） |
| 0000.09.09 | レパーズタウン   | 愛チャンピオンS       | G1 | 芝10f     | 2着  | M.キネーン     | アタマ    | Fantastic Light     |
| 0000.10.27 | ベルモントパーク | BCクラシック          | G1 | ダート10f | 6着  | M.キネーン     | 6 3/4馬身 | Tiznow              |

## 種牡馬時代
2002年からアイルランドのクールモアスタッドで種牡馬生活をスタートさせる。同年から2006年まではシャトル種牡馬としてオーストラリアでも種付けしている。2005年に初年度産駒がデビューするや、たちまち4頭のG1勝ち馬を輩出。その後も毎年G1戦線で活躍する産駒が続出し、初年度産駒から16世代連続でG1勝ち馬を送り出している。2008年にはニューアプローチの活躍などで自身初の英愛リーディングサイアーを獲得。産駒の活躍にともない、種付け料もプライベートではあるが、同年には22万5000ユーロ（2008年春頃の為替レートで約3600万円）と報告されるまでになった。以後も14戦無敗で歴代最高レーティングの140を獲得したフランケルを筆頭に数々の活躍馬を輩出。2010年から11年連続で英愛リーディングサイアーを獲得しており、更に2016年には2位のドバウィに700万ポンドほどの差をつけて圧倒的な1位になっている。
2020年6月にピースフル(Peaceful)が愛1000ギニーを勝利したことで、G1勝利産駒数が85頭となりデインヒルの84頭を上回る世界最多記録となった。また、同年7月にはサーペンタイン（Serpentine）がダービーステークスを勝ち、ニューアプローチ（2008年）・ルーラーオブザワールド（2013年）・オーストラリア（2014年）・アンソニーヴァンダイク（2019年）とあわせて、史上単独最多となる5頭のダービーステークス勝ち馬の父となった。
産駒はマイルから長距離まで幅広くこなすが、スプリンターは少ない。ミオスタチン遺伝子型はTTの長距離タイプとされている。
後継種牡馬も数多く輩出しており、テオフィロ、ニューアプローチ、フランケル、ナサニエルというG1勝ち馬を送り出しており、サドラーズウェルズ後継種牡馬の最有力候補となっている。ニューアプローチは2018年のダービーを制したマサーを輩出、ダービーステークス3代制覇を達成した。同様にナサニエルは2017年、2019年のキングジョージを勝利したエネイブルを輩出し、キングジョージ3代制覇も達成した。
2021年7月10日、左前脚に慢性的な損傷があり、衰弱により反応もしなくなったため、安楽死の処置が取られた。2021年の種付け料は60万ユーロ前後であったとされる。
2024年8月22日にコンテントがヨークシャーオークスを制したことにより、100頭のG1勝ち馬輩出を達成した。

### 英愛年度別成績
全てBloodstockによる。
| 年     | 出走 | 出走 | 勝利 | 勝利 | 順位 | 総合収得賞金（ポンド） | 主な活躍馬（主な勝ち鞍）                             |
| 年     | 頭数 | 回数 | 頭数 | 回数 | 順位 | 総合収得賞金（ポンド） | 主な活躍馬（主な勝ち鞍）                             |
| ------ | ---- | ---- | ---- | ---- | ---- | ---------------------- | ---------------------------------------------------- |
| 2006年 | 110  | 371  | 39   | 61   | 4    | 2,180,149              | Teofilo （デューハーストステークス他）               |
| 2007年 | 149  | 418  | 58   | 80   | 2    | 2,938,661              | Soldier Of Fortune （アイリッシュダービー他）        |
| 2008年 | 187  | 568  | 61   | 86   | 1    | 3,974,492              | New Approach （ダービーステークス他）                |
| 2009年 | 183  | 553  | 64   | 89   | 5    | 2,853,417              | Rip Van Winkle （クイーンエリザベス2世ステークス他） |
| 2010年 | 236  | 694  | 66   | 89   | 1    | 4,943,102              | Rip Van Winkle （インターナショナルステークス）      |
| 2011年 | 282  | 780  | 90   | 121  | 1    | 5,283,068              | Frankel （クインエリザベス2世ステークス他）          |
| 2012年 | 303  | 837  | 108  | 154  | 1    | 5,774,558              | Frankel （チャンピオンステークス他）                 |
| 2013年 | 289  | 871  | 115  | 162  | 1    | 4,733,222              | Ruler of the World （ダービーステークス）            |
| 2014年 | 274  | 848  | 109  | 146  | 1    | 7,193,916              | Australia （英愛ダービー他）                         |
| 2015年 | 271  | 785  | 91   | 120  | 1    | 5,735,195              | Order Of ST George （アイリッシュセントレジャー）    |
| 2016年 | 273  | 848  | 104  | 143  | 1    | 10,489,764             | The Gurkha （サセックスステークス）                  |

### 主な産駒

#### 北半球
- 2003年産
  - レッドロックス (Red Rocks)  - BCターフ、マンノウォーS
  - シックスティーズアイコン (Sixties Icon)  - 英セントレジャー
  - ナイタイム (Nightime)  - 愛1000ギニー
  - アレグレット (Allegretto) - ロワイヤルオーク賞
- 2004年産
  - ソルジャーオブフォーチュン (Soldier of Fortune)  - 愛ダービー、コロネーションカップ
  - テオフィロ (Teofilo)  - デューハーストS、ナショナルS
- 2005年産
  - ニューアプローチ (New Approach)  - 英ダービー、愛チャンピオンS、英チャンピオンS、デューハーストS、ナショナルS
  - ラッシュラッシーズ (Lush Lashes)  - ヨークシャーオークス、コロネーションS、メイトロンS
  - アランディ (Alandi)  - 愛セントレジャー、カドラン賞
  - チマデトリオンフ (Cima de Triomphe)  - 伊ダービー
- 2006年産
  - リップヴァンウィンクル (Rip Van Winkle)  - インターナショナルS、サセックスS、クイーンエリザベス2世S
  - サンフロンティエール (Sans Frontieres)  - 愛セントレジャー
  - アルタノ (Altano) - カドラン賞
- 2007年産
  - ケープブランコ (Cape Blanco)  - 愛ダービー、愛チャンピオンS、アーリントンミリオン、マンノウォーS、ターフクラシック招待S
  - リリーオブザヴァリー (Lily of the Valley)  -オペラ賞
- 2008年産
  - フランケル (Frankel)  - 英2000ギニー、英チャンピオンS、インターナショナルS、サセックスS2回、クイーンエリザベス2世S、セントジェームズパレスS、クイーンアンS、ロッキンジS、デューハーストS
  - ナサニエル (Nathaniel)  - キングジョージ6世&クイーンエリザベスS、エクリプスS
  - トレジャービーチ (Treasure Beach)  - 愛ダービー、セクレタリアトS
  - ロデリックオコナー (Roderic O'Connor) - 愛2000ギニー、クリテリウムアンテルナシオナル
  - セヴィル (Seville) - ATCメトロポリタンH
  - ゴールデンライラック (Golden Lilac)  - 仏1000ギニー、仏オークス、イスパーン賞
  - ミスティーフォーミー (Misty for Me)  - 愛1000ギニー、プリティーポリーS、モイグレアスタッドS、マルセルブサック賞
  - ガリコヴァ (Galikova)  - ヴェルメイユ賞
  - トゥゲザー (Together)  - クイーンエリザベス2世CCS
- 2009年産
  - ノーブルミッション (Noble Mission) - 英チャンピオンS、タタソールズゴールドカップ、サンクルー大賞
  - ワズ (Was)  - 英オークス
  - グレートヘヴンズ (Great Heavens)  - 愛オークス
  - インペリアルモナーク (Imperial Monarch) - パリ大賞
  - ロマンティカ (Romantica)  - ジャンロマネ賞
  - メイビー (Maybe)  - モイグレアスタッドS
- 2010年産
  - ルーラーオブザワールド (Ruler of the World) - 英ダービー
  - アンテロ (Intello) - 仏ダービー
  - マジシャン (Magician) - 愛2000ギニー、BCターフ
  - キングズバーンズ (Kingsbarns)  - レーシングポストT
  - モンディアリスト (Mondialiste) - アーリントンミリオン、ウッドバインマイル
  - ファウンドリー (Foundry) - ATCメトロポリタンH
  - ザユナイテッドステイツ (The United States) - ランヴェットS
  - スーパーサンデー (Supersundae) - エイントリーハードル
- 2011年産
  - アデレード (Adelaide) - コックスプレート、セクレタリアトS
  - オーストラリア (Australia) - 英ダービー、愛ダービー、インターナショナルS
  - マーヴェラス (Marvellous) - 愛1000ギニー
  - フォトコール (Photo Call) - ファーストレディS、ロデオドライブS
  - タペストリー (Tapestry) - ヨークシャーオークス
- 2012年産
  - ファウンド (Found) - 凱旋門賞、BCターフ、マルセルブサック賞
  - グレンイーグルス (Gleneagles) - 英2000ギニー、愛2000ギニー、セントジェームズパレスS、ヴィンセントオブライエンナショナルS
  - ハイランドリール (Highland Reel) - BCターフ、キングジョージ6世&クイーンエリザベスステークス、香港ヴァーズ2回、プリンスオブウェールズS、コロネーションカップ、セクレタリアトS
  - オーダーオブセントジョージ (Order of St George) - アスコットゴールドカップ、愛セントレジャー2回
  - デコレーテッドナイト (Decorated Knight) - 愛チャンピオンS、ジェベルハッタ、タタソールズゴールドカップ
  - トゥゲザーフォーエヴァー (Together Forever)  - フィリーズマイル
  - カーヴィ (Curvy) - E.P.テイラーS
- 2013年産
  - マインディング (Minding) - 英オークス、英1000ギニー、クイーンエリザベス2世S、ナッソーS、プリティーポリーS、フィリーズマイル、モイグレアスタッドS
  - ザグルカ (The Gurkha) - 仏2000ギニー、サセックスS
  - ユリシーズ (Ulysses) - インターナショナルS、エクリプスS
  - ドーヴィル (Deauville) - ベルモントダービー招待S
  - セヴンスヘヴン (Seventh Heaven) - 愛オークス、ヨークシャーオークス
  - アリススプリングス (Alice Springs) - サンチャリオットステークス、ファルマスS、メイトロンS
  - ヨハネスフェルメール (Johannes Vermeer) - クリテリウムアンテルナシオナル
  - バリードイル (Ballydoyle) - マルセルブサック賞
- 2014年産
  - ヴァルトガイスト (Waldgeist)  - 凱旋門賞、サンクルー大賞、ガネー賞、クリテリウムドサンクルー
  - チャーチル (Churchill) - 英2000ギニー、愛2000ギニー、デューハーストS、ヴィンセントオブライエンナショナルS
  - カプリ (Capri) - 愛ダービー、英セントレジャー
  - ウィンター (Winter) - 英1000ギニー、愛1000ギニー、コロネーションS、ナッソーS
  - ロードデンドロン (Rhododendron)  - ロッキンジS、オペラ賞、フィリーズマイル
  - ハイドレンジア (Hydrangea) - ブリティッシュチャンピオンズF&MS、メイトロンS
- 2015年産
  - マジカル(Magical) - 英チャンピオンS、愛チャンピオンS2回、ブリティッシュチャンピオンズF&MS、タタソールズゴールドカップ2回、プリティーポリーS
  - キューガーデンズ (Kew Gardens) - 英セントレジャー、パリ大賞
  - フォーエヴァートゥゲザー (Forever Together) - 英オークス
  - フラッグオブオナー (Flag of Honour) - 愛セントレジャー
  - ハッピリー (Happily) - ジャンリュックラガルデール賞、モイグレアスタッドS
  - マジックワンド (Magic Wand) - マッキノンS
  - クレミー (Clemmie) - チェヴァリーパークS
- 2016年産
  - アンソニーヴァンダイク (Anthony Van Dyck) - 英ダービー
  - ソヴリン (Sovereign) - 愛ダービー
  - ハモーサ (Hermosa) - 英1000ギニー、愛1000ギニー
  - ジャパン (Japan) - インターナショナルS、パリ大賞
  - サーカスマキシマス (Circus Maximus) - セントジェームズパレスS、ムーランドロンシャン賞、クイーンアンS
  - サーチフォーアソング (Search for a Song) - 愛セントレジャー2回
  - ケープオブグッドホープ (Cape of Good Hope) - コーフィールドS
  - ラインオブデューティー (Line of Duty) - BCジュヴェナイルターフ
- 2017年産
  - ラヴ (Love) - 英オークス、英1000ギニー、ヨークシャーオークス、モイグレアスタッドS、プリンスオブウェールズS
  - サーペンタイン (Serpentine) - 英ダービー
  - モーグル (Mogul) - パリ大賞、香港ヴァーズ
  - ピースフル (Peaceful) - 愛1000ギニー
  - マジックアティチュード（Magic Attitude）- ベルモントオークス
  - サブジェクティビスト（Subjectivist）- ロイヤルオーク賞、ゴールドカップ
  - ロシアンエンペラー（Russian Emperor）- 香港ゴールドカップ、香港チャンピオンズ＆チャターカップ2回
- 2018年産
  - シェイル (Shale) - モイグレアスタッドS
  - エンプレスジョセフィン（Empress Josephine）- 愛1000ギニー
  - ジョアンオブアーク（Joan of Arc）- ディアヌ賞
  - ボリショイバレエ（Bolshoi Ballet）- ベルモントダービー招待S、ソードダンサーステークス
  - キプリオス（Kyprios）- ゴールドカップ2回、グッドウッドカップ2回、愛セントレジャー2回、カドラン賞2回
- 2019年産
  - チューズデー（Tuesday）- 英オークス、BCフィリー＆メアターフ
  - マジカルラグーン（Magical Lagoon）- 愛オークス
- 2020年産
  - プラウドアンドリーガル（Proud And Regal）- クリテリウムアンテルナシオナル
  - セーブザラストダンス（Savethelastdance）- 愛オークス
  - ウォームハート（Warm Heart）- ヨークシャーオークス、ヴェルメイユ賞、ペガサスワールドカップターフ
  - ランドレジェンド（Land Legend）- ATCメトロポリタンH
- 2021年産
  - コンテント（Content）- ヨークシャーオークス
  - ヤンブリューゲル（Jan Brueghel）- 英セントレジャー、コロネーションカップ
  - グレイトフル（Grateful）- ロワイヤリュー賞

#### 南半球
- 2004年産
  - ナイワット (Niwot)  - シドニーカップ
- 2005年産
  - ソウザ (Sousa)  - スプリングチャンピオンS
- 2006年産
  - リントン (Linton) - ストラドブロークH
- 2007年産
  - イググ (Igugu)  - 南アフリカ牝馬三冠、ダーバンジュライ、J&Bメット、ウーラヴィントン2000
  - マーブーバ (Mahbooba)  - ゴールデンスリッパー（南アフリカ）

#### 母父としての産駒
- 2009年産
  - ラコリーナ（La Collina） - フェニックスステークス、愛メイトロンステークス（父ストラテジックプリンス）
- 2011年産
  - ナイトオブサンダー（Night Of Thunder） - 英2000ギニー、ロッキンジステークス（父ドバウィ）
- 2012年産
  - クオリファイ（Qualify） - 英オークス（父ファストネットロック）
  - ジューコワ（Zhukova） - マンノウォーステークス（父ファストネットロック）
- 2013年産
  - ラクレソニエール（La Cressonniere） - プール・デッセ・デ・プーリッシュ、ディアヌ賞（父ルアーヴル）
  - ホールオブフェイム（Hall Of Fame） - レヴィンターフクラシック（父サヴァビール）
  - ヴァンキッシュラン - 青葉賞（父ディープインパクト）
- 2014年産
  - ローリーポリー（Roly Poly） - ファルマスステークス、ロートシルト賞、サンチャリオットステークス（父ウォーフロント）
  - アンフォゴットン（Unforgotten） - オーストラリアンオークス（父ファストネットロック）
  - シスターチャーリー（Sistercharlie） - ジェニーワイリーステークス、ダイアナステークス2回、ビヴァリーD・ステークス2回、ブリーダーズカップ・フィリー&メアターフ、フラワーボウルステークス（父マイボーイチャーリー）
  - リヴェット（Rivet） - レーシングポストトロフィー（父ファストネットロック）
  - イントリケイトリー（Intricately） - モイグレアスタッドステークス（父ファストネットロック）
  - ヒーローズオナー（Hero's Honour） - サウスアフリカンダービー（父アウェイトザドーン）
  - エイジオブファイア（Age Of Fire） - レヴィンクラシック（父ファストネットロック）
- 2015年産
  - サクソンウォリアー（Saxon Warrior） - レーシングポストトロフィー、英2000ギニー（父ディープインパクト）
  - ガイヤース（Ghaiyyath） - バーデン大賞、コロネーションカップ、エクリプスステークス、インターナショナルステークス（父ドバウィ）
  - ジオータムサン（The Autumn Sun） - J.J.アトキンスプレート、ゴールデンローズステークス、コーフィールドギニー、ランドウィックギニーズ、ローズヒルギニー（父リダウツチョイス）
  - ユーエスネイビーフラッグ（U S Navy Flag） - ミドルパークステークス、デューハーストステークス、ジュライカップ（父ウォーフロント）
  - トファネ（Tofane） - オールエイジドステークス、ストラドブロークハンデキャップ（父オーシャンパーク）
  - ウィニングウェイズ（Winning Ways） - クイーンズランドオークス（父デクラレーションオブウォー）
  - カンタービレ - フラワーカップ、ローズステークス（父ディープインパクト）
- 2016年産
  - ソットサス（Sottsass） - ジョッケクルブ賞、ガネー賞、凱旋門賞（父シユーニ）
  - ウォッチミー（Watch Me） - コロネーションステークス、ロートシルト賞（父オリンピックグローリー）
  - ウォーニング（Warning） - ヴィクトリアダービー（父デクラレーションオブウォー）
  - スナップダンサー（Snapdancer） - ロバートサングスターステークス、メムジーステークス（父ショワジール）
  - ノーコンプロマイズ（No Compromise） - メトロポリタンハンデキャップ（父ピンズ）
  - キングオブコージ - 目黒記念、アメリカJCC（父ロードカナロア）
- 2017年産
  - ダンヤー（Danyah） - アルクォズスプリント（父インヴィンシブルスピリット）
- 2018年産
  - スノーフォール（Snowfall） - 英オークス、愛オークス、ヨークシャーオークス（父ディープインパクト）
  - セントマークスバシリカ（St Mark's Basilica）- デューハーストステークス、プール・デッセ・デ・プーラン、ジョッケクルブ賞、エクリプスステークス、アイリッシュチャンピオンステークス（父シユーニ）
  - ヴィアシスティーナ（Via Sistina）- プリティーポリーステークス、ランヴェットステークス2回、ウィンクスステークス、ターンブルステークス、コックスプレート、チャンピオンズステークス、ベリーエレガントステークス、クイーンエリザベスステークス（父ファストネットロック）
  - フィグレティ（Figureti）- ポリャ・デ・ポトリリョス（父コンスティテューション）
  - ヴィクティファルス - スプリングステークス（父ハーツクライ）
- 2019年産
  - エンジェルブルー（Angel Bleu） - ジャン・リュック・ラガルデール賞、クリテリウム・アンテルナシオナル（父ダークエンジェル）
  - ピッツァピアンカ（Pizza Bianca） - ブリーダーズカップ・ジュヴェナイルフィリーズターフ（父ファストネットロック）
  - アバーヴザカーヴ（Above The Curve） ‐ サンタラリ賞（父アメリカンファラオ）
  - フルカウントフェリシア（Full Count Felicia） ‐ E.P.テイラーステークス（父ウォーフロント）
  - バッカルー（Buckaroo） ‐ アンダーウッドステークス（父ファストネットロック）
  - ジアヴェロット（Giavellotto） ‐ 香港ヴァーズ（父マスタークラフツマン）
- 2020年産
  - アルリファー（Al Riffa） ‐ ヴィンセントオブライエンステークス、ベルリン大賞（父ウートンバセット）
  - コミッショニング（Commissioning） - フィリーズマイル（父キングマン）
  - オーギュストロダン（Auguste Rodin） - フューチュリティトロフィー、英ダービー、愛ダービー、アイリッシュチャンピオンステークス、ブリーダーズカップ・ターフ、プリンスオブウェールズステークス（父ディープインパクト）
  - マルハバヤサナフィ（Marhaba Ya Sanafi） ‐ プール・デッセ・デ・プーラン（父ムハラー）
  - シャキール（Shaquille） ‐ コモンウェルスカップ、ジュライカップ（父チャームスピリット）
  - コンティニュアス（Continuous） ‐ セントレジャーステークス（父ハーツクライ）
  - サークルオブファイア（Circle Of Fire） ‐ シドニーカップ（父アルマンゾル）
  - コンクシェル ‐ 中山牝馬ステークス（父キズナ）
- 2021年産
  - ヘンリーロングフェロー（Henry Longfellow） ‐ ヴィンセントオブライエンステークス（父ドバウィ）
  - シティオブトロイ（City Of Troy） ‐ デューハーストステークス、英ダービー、エクリプスステークス、インターナショナルステークス（父ジャスティファイ）
  - レスリーズローズ（Leslie's Rose） ‐ アッシュランドステークス（父イントゥミスチーフ）
  - シンエンペラー ‐ 京都2歳ステークス（父シユーニ）
- 2022年産
  - ワール（Whirl）- プリティーポリーステークス、ナッソーステークス（父ウートンバセット）
  - スカンディナヴィア（Scandinavia）- グッドウッドカップ（父ジャスティファイ）
  - エリカエクスプレス ‐ フェアリーステークス（父エピファネイア）
  - リラエンブレム ‐ シンザン記念（父キズナ）

## 血統表
| ガリレオの血統（サドラーズウェルズ系 / Native Dancer4×5=9.38%） | ガリレオの血統（サドラーズウェルズ系 / Native Dancer4×5=9.38%） | ガリレオの血統（サドラーズウェルズ系 / Native Dancer4×5=9.38%） | （血統表の出典） | （血統表の出典） |
| 父 Sadler's Wells 1981 鹿毛                                     | 父の父Northern Dancer 1961 鹿毛                                 | Nearctic                                                        | Nearco           | Nearco           |
| 父 Sadler's Wells 1981 鹿毛                                     | 父の父Northern Dancer 1961 鹿毛                                 | Nearctic                                                        | Lady Angela      |                  |
| 父 Sadler's Wells 1981 鹿毛                                     | 父の父Northern Dancer 1961 鹿毛                                 | Natalma                                                         | Native Dancer    | Native Dancer    |
| 父 Sadler's Wells 1981 鹿毛                                     | 父の父Northern Dancer 1961 鹿毛                                 | Natalma                                                         | Almahmoud        |                  |
| 父 Sadler's Wells 1981 鹿毛                                     | 父の母Fairy Bridge 1975 鹿毛                                    | Bold Reason                                                     | Hail to Reason   | Hail to Reason   |
| 父 Sadler's Wells 1981 鹿毛                                     | 父の母Fairy Bridge 1975 鹿毛                                    | Bold Reason                                                     | Lalun            |                  |
| 父 Sadler's Wells 1981 鹿毛                                     | 父の母Fairy Bridge 1975 鹿毛                                    | Special                                                         | Forli            | Forli            |
| 父 Sadler's Wells 1981 鹿毛                                     | 父の母Fairy Bridge 1975 鹿毛                                    | Special                                                         | Thong            |                  |
| 母 Urban Sea 1989 栗毛                                          | 母の父Miswaki 1978 栗毛                                         | Mr. Prospector                                                  | Raise a Native   | Raise a Native   |
| 母 Urban Sea 1989 栗毛                                          | 母の父Miswaki 1978 栗毛                                         | Mr. Prospector                                                  | Gold Digger      |                  |
| 母 Urban Sea 1989 栗毛                                          | 母の父Miswaki 1978 栗毛                                         | Hopespringseternal                                              | Buckpasser       | Buckpasser       |
| 母 Urban Sea 1989 栗毛                                          | 母の父Miswaki 1978 栗毛                                         | Hopespringseternal                                              | Rose Bower       |                  |
| 母 Urban Sea 1989 栗毛                                          | 母の母Allegretta 1978 栗毛                                      | Lombard                                                         | Agio             | Agio             |
| 母 Urban Sea 1989 栗毛                                          | 母の母Allegretta 1978 栗毛                                      | Lombard                                                         | Promised Lady    |                  |
| 母 Urban Sea 1989 栗毛                                          | 母の母Allegretta 1978 栗毛                                      | Anatevka                                                        | Espresso         | Espresso         |
| 母 Urban Sea 1989 栗毛                                          | 母の母Allegretta 1978 栗毛                                      | Anatevka                                                        | Almyra F-No.9-h  |                  |

全弟にはジョッキークラブ大賞、タタソールズゴールドカップとG1を2勝したBlack Sam Bellamy、半弟には2000ギニー、ダービー、エクリプスステークス、インターナショナルステークス、アイリッシュチャンピオンステークス、凱旋門賞の勝ち馬Sea The Stars（父Cape Cross）等がいる。母Urban Seaは凱旋門賞を勝った名競走馬であるが、繁殖牝馬としても優秀であり、その産駒には重賞勝ち馬が多数揃っている。牝系も広がっており、3代でのダービー制覇を達成した本馬の孫MasarはUrban Seaを4代母に持つ。